# Little Eve Edgarton
Little Eve Edgarton er en amerikansk stumfilm fra 1916 af Robert Leonard.

## Medvirkende
- Ella Hall som Eve Edgarton
- Doris Pawn som Miss Van Eaton
- Gretchen Lederer som Cousin Elsa
- Herbert Rawlinson som James Barton
- Thomas Jefferson som Paul R. Edgarton